# Bozano
Bozano este un oraș în Rio Grande do Sul (RS), Brazilia.